# Mistrovství Evropy ve sportovním lezení 2017
Mistrovství Evropy ve sportovním lezení 2017 (anglicky: IFSC European Climbing Championship, italsky: Championnats d'Europe d'escalade, německy: Kletter-Europameisterschaft) se uskutečnilo již po dvanácté, 30. června – 1. července v lezení na rychlost a v lezení na obtížnost v italské obci Campitello di Fassa (provincie Trento) a dále pokračovalo 18.-19. srpna v boulderingu v Mnichově.
Ve stejném roce probíhá v ruském Permu (obtížnost, rychlost) a ve středočeském Slaném (bouldering) také pátý ročník Mistrovství Evropy juniorů ve sportovním lezení jako součást Evropského poháru juniorů ve sportovním lezení.

## Průběh závodů
ME začalo v pátek kvalifikací v lezení na obtížnost a lezením na rychlost. V lezení na rychlost získali ruští závodníci čtyři medaile. Nejlepší totožný čas 5.91 s měli v kvalifikaci Libor Hroza (16. místo) a Ital Ludovico Fossali (4. místo), z žen Ruska Julija Kaplinová také v kvalifikaci 7.68 s (1. místo) na standardní 15m cestě.
V sobotu probíhalo semifinále a finále v obtížnosti. V kvalifikaci, semifinále i finále zvítězil Francouz Romain Desgranges, který topoval jako jediný obě kvalifikační cesty (celkem padly 3 a 3 topy), v semifinále dolezl nejvýš a topoval sám také finálovou cestu. Z žen topovala ve finále a semifinále jen Belgičanka Anak Verhoeven, která dolezla v obou kvalifikačních cestách těsně pod topy, které dala jen Slovinka Janja Garnbret (nakonec 4.).
ME v boulderingu bylo součástí závodů světového poháru (pro samostatný závod nesehnala IFSC pořadatele) a konečné pořadí se odečítalo z celkových výsledků SP v semifinále, které mělo rozšířenou nominaci o kvótu dvaceti evropských závodníků. Dle průběžných výsledků měli letos Evropané reálně horší pravděpodobnost probojovat se do semifinále i finále poháru, to ale nemělo vliv na pořadí v ME.
Z domácích závodníků se do finále v lezení na obtížnost a rychlost probojovali tři Italové a jedna Italka, dva muži z Německa obsadili v boulderingu první dvě medailové pozice. První i zlatou medaili pro Srbsko na mistrovství Evropy vůbec získala v boulderingu Staša Gejo, Srbsko se tak zařadilo mezi 16 vítězných zemí a 19 zemí s medailemi na ME.

### Češi na ME
Závodu na rychlost se zúčastnil Libor Hroza (nejrychlejší čas tohoto ME), který tentokrát titul mistra Evropy neobhájil. Skončil poslední v semifinálové šestnáctce a za ním devatenáctý Petr Burian s časem 7.75 s. Adam Ondra topoval druhou kvalifikační cestu a v semifinále i finále byl druhý. Další čtyři čeští reprezentanti v lezení na obtížnost skončili ve druhé polovině závodního pole. Z pěti českých lezkyň skončila nejlépe Iva Vejmolová, 24. v semifinálové šestadvacítce.

V boulderingu skončil nejlépe Martin Stráník na 15. místě v rozšířeném semifinále světového poháru.

### Výsledky mužů a žen
| obtížnost             | obtížnost                | rychlost              | rychlost               | bouldering             | bouldering                  |
| muži                  | ženy                     | muži                  | ženy                   | muži                   | ženy                        |
| --------------------- | ------------------------ | --------------------- | ---------------------- | ---------------------- | --------------------------- |
| 1. Romain Desgranges  | 1. Anak Verhoeven        | 1. Marcin Dzienski    | 1. Julija Kaplinová    | 1. Jan Hojer           | 1. Staša Gejo               |
| 2. Adam Ondra         | 2. Mina Markovič         | 2. Danijil Boldyrev   | 2. Anna Cyganovová     | 2. Alexander Megos     | 2. Janja Garnbret           |
| 3. Jakob Schubert     | 3. Jessica Pilz          | 3. Stanislav Kokorin  | 3. Jelena Remizovová   | 3. Anže Peharc         | 3. Petra Klingler           |
|                       |                          |                       |                        |                        |                             |
| 4. Hannes Puman       | 4. Janja Garnbret        | 4. Ludovico Fossali   | 4. Marija Krasavinová  | 4. Jernej Kruder       | 4. Shauna Coxsey            |
| 5. Domen Škofic       | 5. Salomé Romain         | 5. Alexandr Šikov     | 5. Jelena Timofejevová | 5. Jakob Schubert      | 5. Jekatěrina Kiprijanovová |
| 6. Thomas Joannes     | 6. Laura Rogora          | 6. Cristian Dorigatti | 6. Patrycja Chudziak   | 6. Alexej Rubcov       | 6. Fanny Gibert             |
| 7. Marcello Bombardi  | 7. Katharina Posch       | 7. Dmitrij Timofejev  | 7. Edyta Ropek         | —                      | —                           |
| —                     | 8. Nolwenn Arc           | 8. Vladislav Deulin   | 8. Alexandra Elmer     | —                      | —                           |
|                       |                          |                       |                        |                        |                             |
| 46. Denis Pail        | 24. Iva Vejmolová        | 16. Libor Hroza       | —                      | 15. Martin Stráník     | 45.-49. Veronika Šimková    |
| 47.-50. Jakub Konečný | 36.-38. Eliška Adamovská | 19. Petr Burian       | —                      | 59.-60. Štěpán Stráník | 69.-.70 Daniela Kotrbová    |
| 54. Štěpán Volf       | 39.-42. Lenka Slezáková  | —                     | —                      | 63.-64. Jan Chvála     | 69.-70. Petra Růžičková     |
| 60.-61. Tomáš Binter  | 45. Gabriela Vrablíková  | —                     | —                      | 81.-91. Jakub Jedlička | —                           |
| —                     | 55. Tereza Kubátová      | —                     | —                      | —                      | —                           |
| 7 finalistů           | 8 finalistek             | 8/4 finalistů         | 8/4 finalistek         | —                      | —                           |
| 28 semifinalistů      | 26 semifinalistek        | 16 semifinalistů      | 16 semifinalistek      | 20 semifinalistů       | 20 semifinalistek           |
| 65 mužů               | 59 žen                   | 47 mužů               | 49 žen                 | 101 mužů               | 75 žen                      |

### Čeští mistři a medailisté
| Disciplína | Lezec/lezkyně | Zlato | Stříbro          | Bronz |
| ---------- | ------------- | ----- | ---------------- | ----- |
| Obtížnost  | Adam Ondra    |       | Stříbrná medaile |       |

### Medaile podle zemí
průběžně
| pořadí | stát      | Zlatá medaile | Stříbrná medaile | Bronzová medaile | celkem |
| ------ | --------- | ------------- | ---------------- | ---------------- | ------ |
| 1.     | Rusko     | 1             | 1                | 2                | 4      |
| 2.     | Německo   | 1             | 1                |                  | 2      |
| 3.     | Polsko    | 1             |                  |                  | 1      |
| 3.     | Francie   | 1             |                  |                  | 1      |
| 3.     | Belgie    | 1             |                  |                  | 1      |
| 3.     | Srbsko    | 1             |                  |                  | 1      |
| 7.     | Ukrajina  |               | 1                |                  | 1      |
| 8.     | Česko     |               | 1                |                  | 1      |
| 9.     | Slovinsko |               | 2                | 1                | 3      |
| 10.    | Rakousko  |               |                  | 2                | 2      |
| 11.    | Švýcarsko |               |                  | 1                | 1      |

### Zúčastněné země
| 1.   | Francie    | Belgie             | Polsko    | Rusko              | Německo            | Srbsko             |
| 2.   | Česko      | Slovinsko          | Ukrajina  | Polsko             | Slovinsko          | Slovinsko          |
| 3.   | Rakousko   | Rakousko           | Rusko     | Rakousko           | Rakousko           | Švýcarsko          |
| 4.   | Švédsko    | Francie            | Itálie    | Itálie             | Rusko              | Spojené království |
| 5.   | Slovinsko  | \|                 | Česko     | Francie            | Francie            | Rusko              |
| 6.   | Itálie     | Švýcarsko          | Rakousko  | Ukrajina           | Itálie             | Francie            |
| 7.   | Švýcarsko  | Spojené království | Německo   | Švýcarsko          | Španělsko          | Rakousko           |
| 8.   | Ukrajina   | Ukrajina           | Španělsko | Slovinsko          | Ukrajina           | Ukrajina           |
| 9.   | Belgie     | Norsko             | Švýcarsko | Bulharsko          | Česko              | Belgie             |
| 10.  | Izrael     | Rusko              | Slovinsko | Spojené království | Spojené království | Norsko             |
| 11.  | Německo    | Česko              | Turecko   | Srbsko             | Švýcarsko          | Německo            |
| 12.  | Nizozemsko | Švédsko            | Izrael    | Norsko             | Nizozemsko         | Polsko             |
| 13.  | Rusko      | Srbsko             | Gruzie    | Gruzie             | Litva              | Dánsko             |
| 14.  | Polsko     | Izrael             | Norsko    | —                  | Izrael             | Švédsko            |
| 15.  | Španělsko  | Polsko             | Švédsko   | —                  | Irsko              | Španělsko          |
| 16.  | Norsko     | Turecko            | —         | —                  | Belgie             | Itálie             |
| 17.  | Turecko    | Gruzie             | —         | —                  | Švédsko            | Česko              |
| 18.  | Gruzie     | —                  | —         | —                  | Maďarsko           | Maďarsko           |
| 19.  | —          | —                  | —         | —                  | Dánsko             | Lotyšsko           |
| 20.  | —          | —                  | —         | —                  | Chorvatsko         | Litva              |
| 21.  | —          | —                  | —         | —                  | Portugalsko        | Rumunsko           |
| 22.  | —          | —                  | —         | —                  | Finsko             | Bulharsko          |
| 23.  | —          | —                  | —         | —                  | Turecko            | Portugalsko        |
| 24.  | —          | —                  | —         | —                  | Norsko             | Turecko            |
| 25.  | —          | —                  | —         | —                  | Lotyšsko           | Izrael             |
| 26.  | —          | —                  | —         | —                  | Bulharsko          | Slovensko          |
| 27.  | —          | —                  | —         | —                  | Rumunsko           | —                  |
| 28.  | —          | —                  | —         | —                  | Slovensko          | —                  |
| 29.  | —          | —                  | —         | —                  | Severní Makedonie  | —                  |
| (32) | 18         | 17                 | 15        | 13                 | 29                 | 26                 |